# Oleg Černikov
Oleg Leonidovič Černikov, in russo Олег Леонидович Черников? (Gor'kij, 15 ottobre 1936 – Nižnij Novgorod, 6 febbraio 2015), è stato uno scacchista russo (sovietico fino al 1991).
Ha ricevuto il titolo di Grande maestro nel 2000, grazie alla vittoria nel campionato del mondo seniores del 2000 a Rowy.
Ha vinto, da solo o ex æquo, i tornei di Varna nel 1984, Brno nel 1993 e il Botvinnik Memorial di San Pietroburgo (sez. II) nel 2002.
Tre volte vincitore del campionato russo seniores: nel 1997 a Šavoronki, nel 2000 a Kratovo e nel 2010 a Lesnoi Gorodok.
Nel 2006 ha vinto a Dresda il campionato europeo seniores a squadre con il club Dostoinstvo Moskva (la squadra era composta da Evgenij Vasjukov, Jurij Šabanov, Oleg Černikov e Boris Archangelsky).
È stato allenatore di diversi scacchisti russi, tra i quali Alexander Baburin.
Ha ottenuto il suo più alto rating FIDE in luglio 2001, con 2472 punti Elo.